# Lauderdale (Misisipi)
Lauderdale es un lugar designado por el censo ubicado en el condado de Lauderdale en el estado estadounidense de Misisipi. En el año 2010 tenía una población de 442 habitantes.

## Geografía
Lauderdale se encuentra ubicado en las coordenadas 32°31′14″N 88°30′42″O / 32.52056, -88.51167.